# 画像解析
画像解析（がぞうかいせき）は自然情報処理の手法で画像の中から、有意な事象を取捨選別する処理。

## 概要
画像解析そのものはコンピューターが利用される以前から光学演算による文字読み取りや、天体写真・衛星写真の画質改善などが実施されていた。
画像データの中から文字を認識してテキストデータに変換する光学文字認識 (OCR) も一種の画像解析で近年は機械学習の進展により、応用分野が広がりつつある。
以前は専用のハードウェアや専門的な知識を必要としていたが、近年では専門的な知識が無くても利用できるGoogle Cloud Vision APIのようにクラウドコンピューティングを使用した画像解析のサービスも提供される。

## 応用分野
考古学、選果、防犯や医療診断など、多岐にわたる。

## 画像解析の例
- 画像認識（コンピュータビジョン）
- 顔認識システム
- 図形（線画、立体図など各種）
- 指紋、虹彩認識などの生体認証
- 航空写真、衛星写真からの植生分布の把握
- 農作物の選別、選果
- 衛星写真の解析
- 新天体の発見
- 画像投稿サイトでの著作権侵害などの不正な画像の投稿の検出
- 筆跡鑑定
- 山岳地帯や海洋での捜索、救難
- 医療画像を利用した診断